# Begraafplaats Groenesteeg

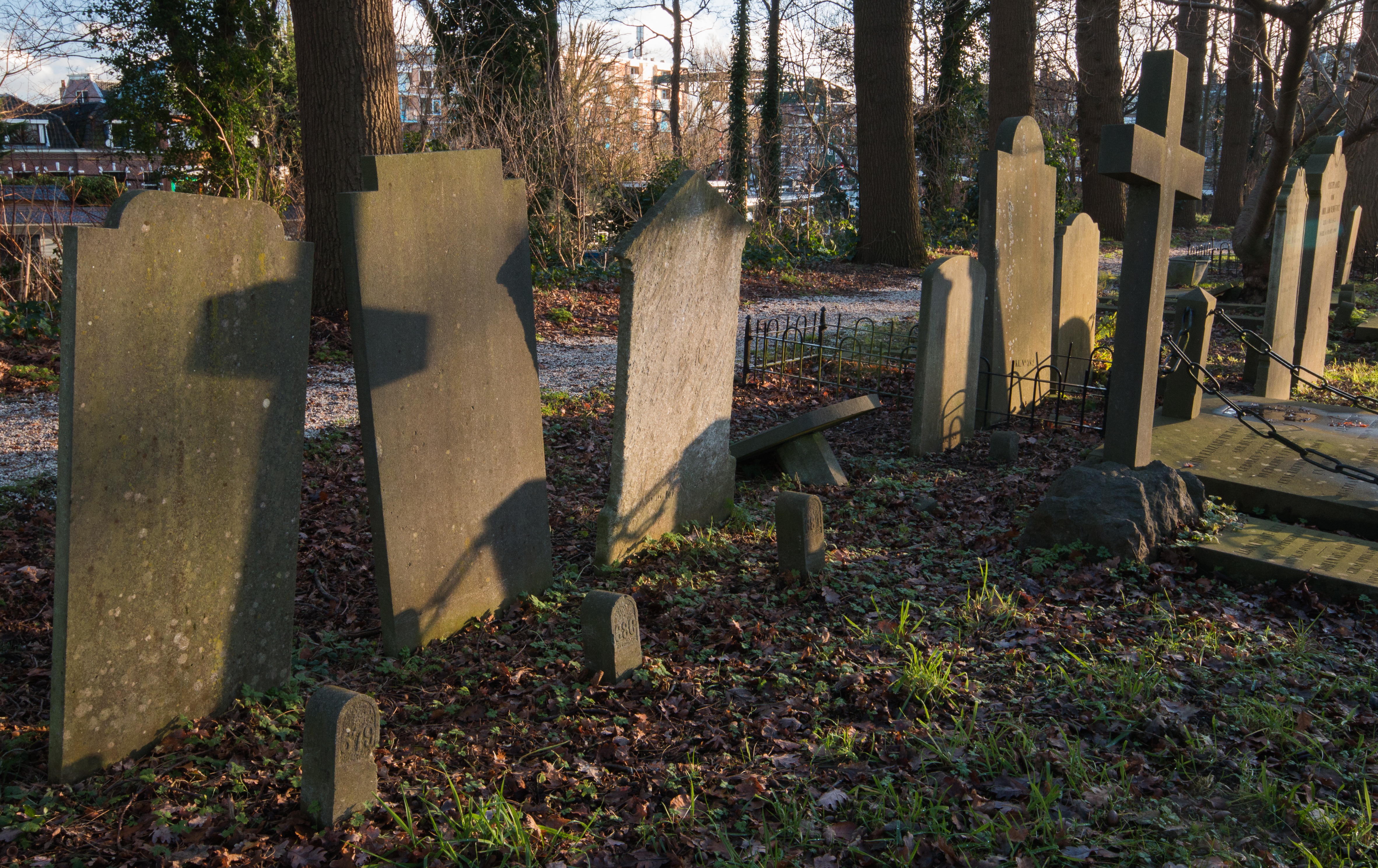
Eind december, vlak voor zonsondergang

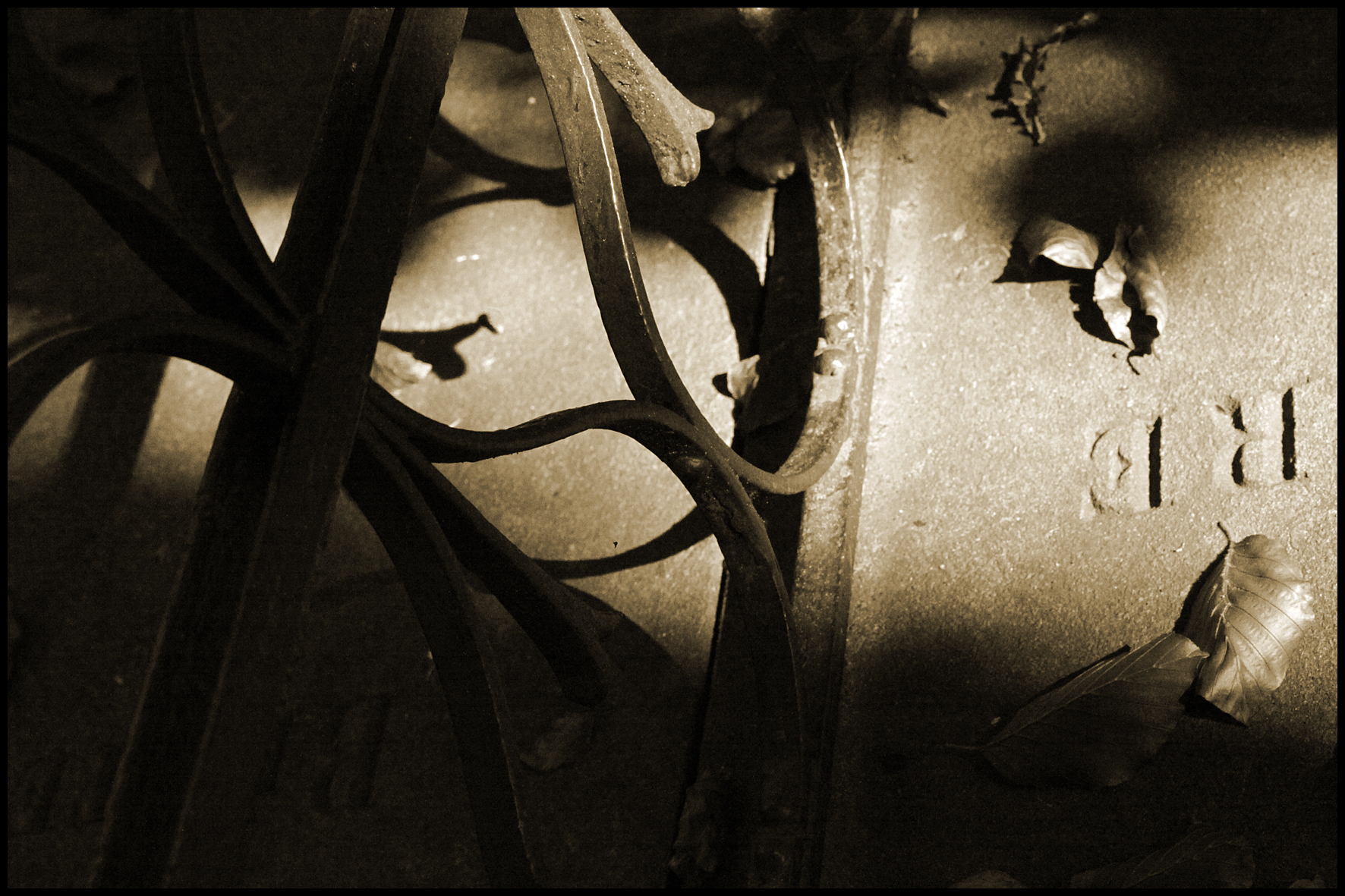
Begraafplaats Groenesteeg, detail

De begraafplaats Groenesteeg in Leiden is een in oorsprong negentiende-eeuwse begraafplaats. Groenesteeg ligt aan de zuidoostzijde van het stadscentrum aan de Zijlsingel. Zijn naam ontleent de begraafplaats aan de Groenesteeg, die via de zogenaamde Laatste Brug over de binnenvestgracht toegang geeft tot het terrein.

## Geschiedenis
Nadat keizer Napoleon in 1811 per decreet besloten had dat het begraven in kerken niet langer toegestaan was, werden er in Leiden plannen gemaakt om een nieuwe begraafplaats voor de gegoede burgerij in te richten. Hiervoor werd een bolwerk aan de oostzijde van de stad uitgekozen. In 1813 begonnen de werkzaamheden aan het bolwerk tussen de Zijlpoort en de Hogewoerdspoort waarna op 19 maart de eerste begrafenis plaatsvond. De begraafplaats kwam in eigendom van de gereformeerde kerk. Al op 22 december 1813 besloot Willem I echter het begraven in kerken weer toe te staan en stokte de ontwikkeling van de begraafplaats Groenesteeg. In 1825 kwam Willem op advies van een raad van schei- en geneeskundigen op deze maatregel terug. In Leiden werd na dit besluit de stadsarchitect Salomon van der Paauw ingeschakeld om te onderzoeken of de begraafplaats voldeed aan de nieuw geldende regels. Toen dit het geval bleek, kreeg Van der Paauw in 1828 de opdracht een aula te ontwerpen voor de begraafplaats en ook het wandelpadenverloop en beplantingsschema uit te denken. Ook werd de begraafplaats, die nog steeds in bezit was van de kerk, in dat jaar overgedragen aan de gemeente Leiden.
In 1838 kwam het beheer weer terug bij de kerk en vanaf 1859 was de begraafplaats ook weer eigendom van de hervormde kerk. Besloten werd het oppervlak van de begraafplaats uit te breiden en door de architect J.C. Rijk werd de aula met een verdieping verhoogd. Nadat in 1910 de nieuwe begraafplaats Rhijnhof geopend was, raakte de oude begraafplaats aan de Groenesteeg langzaam in verval. Sinds 1975 wordt er op de begraafplaats niet meer begraven en in 1981 kwam het terrein, inmiddels rijksmonument, weer terug in handen van de gemeente. Pas in 1993 werd werk gemaakt van de restauratie.
In 2014 werd een volgende fase van restauratie ter hand genomen, door de gemeente Leiden. Hierbij is de Stichting tot instandhouding van de begraafplaats Groenesteeg (Stichting Groenesteeg) samen met de gemeente veel verder gegaan. Dat is onder meer ingegeven door het feit dat deze begraafplaats een zogeheten 'parel' is in de plannen rond het Singelpark. In 2015 is deze fase afgerond.

## Architectuur
De witgepleisterde aula van de begraafplaats is opgetrokken in een eclectische bouwstijl. Het bouwwerk is gedecoreerd met veelhoekige hoekpilasters en twee horizontale lijsten. Een groot aantal van de vensters zijn geblindeerd.

## Bekende begravenen

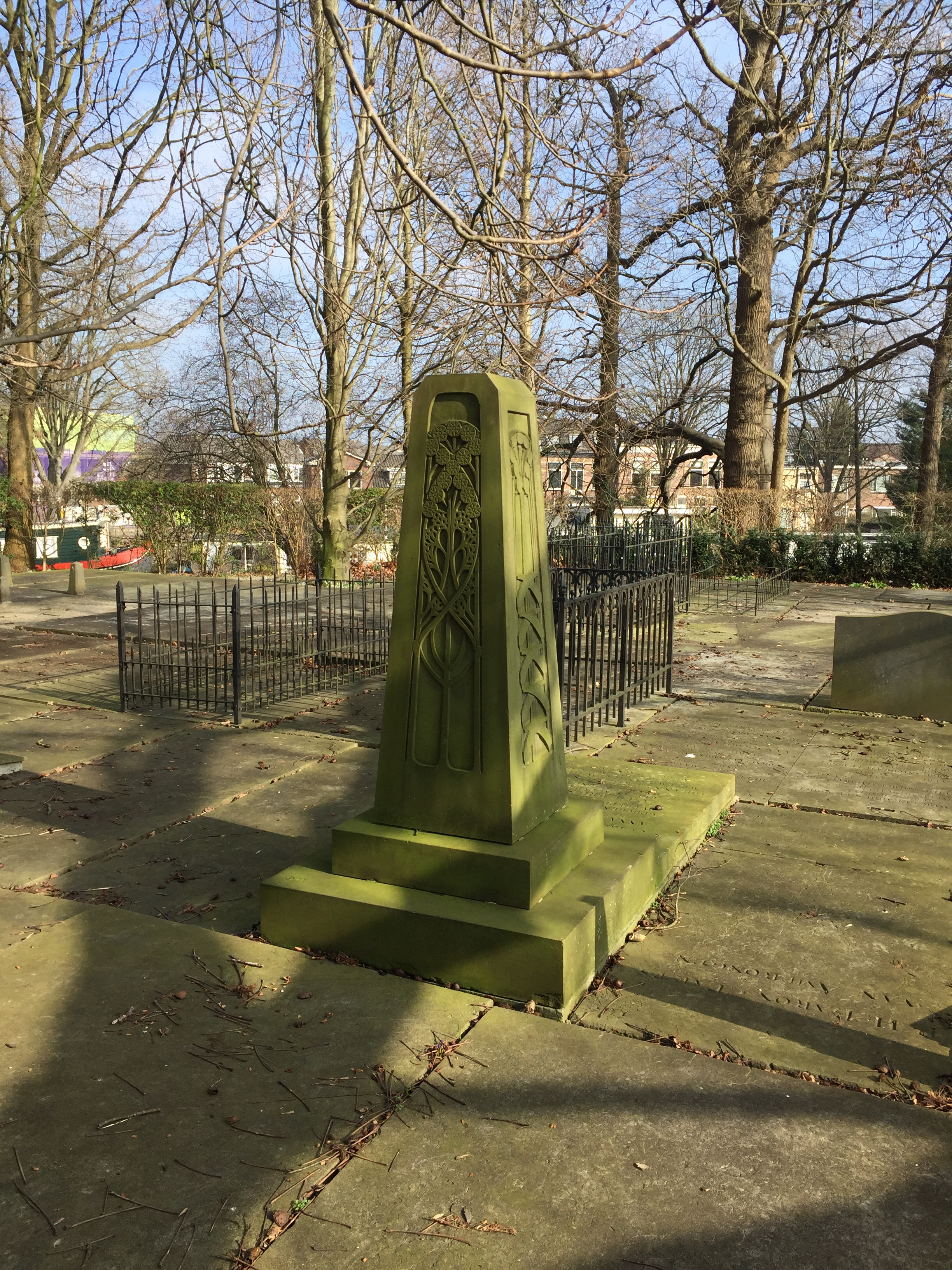
Jugendstil obelisk voor Frans Coenen

- David Bierens de Haan, wiskundige, grafnummer 123
- Johannes Bodel Nijenhuis, uitgever en kaartverzamelaar, grafnummer 163
- Jan ten Brink, schrijver en hoogleraar, grafnummer 702

- Anna Cornelia Carbentus, moeder van Vincent van Gogh, grafnumner 754

- Frans Coenen sr., componist, violist en conservatoriumdirecteur, grafnummer 176
- Robert Fruin, hoogleraar, grafnummer 229
- Michael Jan de Goeje, hoogleraar, grafnummer 198
- Wijbrandus Haanstra, onderwijsvernieuwer, grafnummer 112
- Doeke Hz Hellema, marinearts, grafnummer 189
- Antonie Ewoud Jan Holwerda, hoogleraar, grafnummer 93
- Frederik Kaiser, oprichter/directeur Oude Sterrewacht, grafnummer 400
- Naret Oliphant, schaker en apotheker, grafnummer 330
- Charles Adriaan van Ophuijsen, hoogleraar, grafnummer 769
- Salomon van der Paauw, stadsarchitect van Leiden, grafnummer 23
- Helena Christina van de Pavord Smits, aquarellist, kunstschilder en tekenaar, grafnummer 356[1]
- Willem Pleyte, directeur Rijksmuseum van Oudheden, grafnummer 605
- Caspar Reuvens, hoogleraar en directeur Rijksmuseum van Oudheden, grafnummer 29
- Jan Willem Schaap, stadsarchitect van Leiden, grafnummer 537
- Anna Schulz Lessig, geliefd pianolerares uit de 19e eeuw, grafnummer 507
- Emile Seipgens, schrijver en dichter, grafnummer 627
- Matthijs Siegenbeek, hoogleraar, grafnummer 181
- Christiaan Snouck Hurgronje, hoogleraar, grafnummer 168B
- Willem Frederik Reinier Suringar, hoogleraar, grafnummer 417
- Cornelis Petrus Tiele, hoogleraar, grafnummer 530
- Hendricus Gerardus van de Sande Bakhuyzen, sterrenkundige, grafnummer 506
- Floris Verster, schilder, grafnummer 18
- Albert Cornelis Vreede, hoogleraar, rector magnificus, grafnummer 767
- Matthias de Vries, hoogleraar, grafnummer 265
- Adrianus Jacobus Wetrens, violist en dirigent, grafnummer 507
- Lammert Allard te Winkel, taalkundige, grafnummer 71
- Heinrich Witte, hortulanus, grafnummer 187
- In één graf begraven: Pieter Los (1815-1888), Willem den Hengst (1859-1927), Gijsbertus van Reenen (1864-1935) en Willem de Wit (1906-1954), allen predikant der Gereformeerde Gemeente Leiden, grafnummer 174.[2]